# بيل باتريك
بيل باتريك (بالإنجليزية: Bill Patrick)‏ (و. 1932 – 2003 م) هو لاعب كرة قدم، ومدرب كرة قدم، توفي عن عمر يناهز 71 عاماً.